# Copa América 2011
Copa América 2011 (română Cupa Americii 2011) a fost a 43-a ediție a Cupei Americii găzduită de Argentina.

## Echipe participante
- Argentina (Țară gazdă)
- Bolivia
- Brazilia (Țară câștigătoare)
- Chile
- Columbia
- Costa Rica (Țară invitată)
- Ecuador
- Mexic (Țară invitată)
- Paraguay
- Peru
- Uruguay
- Venezuela

## Stadioane
Opt orașe argentinene au găzduit meciuri din cadrul turneului. Ceremonia de deschidere a avut loc pe  Estadio Ciudad de La Plata, iar finala s-a desfășurat pe Estadio Monumental Antonio Vespucio Liberti.
| Buenos Aires                                | Buenos AiresCórdobaJujuyLa PlataMendozaSaltaSanta FeSan Juan | Mendoza                                    |
| ------------------------------------------- | ------------------------------------------------------------ | ------------------------------------------ |
| Estadio Monumental Antonio Vespucio Liberti | Buenos AiresCórdobaJujuyLa PlataMendozaSaltaSanta FeSan Juan | Estadio Malvinas Argentinas                |
| Capacitate: 57.921                          | Buenos AiresCórdobaJujuyLa PlataMendozaSaltaSanta FeSan Juan | Capacitate: 40.268                         |
|                                             | Buenos AiresCórdobaJujuyLa PlataMendozaSaltaSanta FeSan Juan |                                            |
| Córdoba                                     | Buenos AiresCórdobaJujuyLa PlataMendozaSaltaSanta FeSan Juan | Salta                                      |
| Estadio Mario Alberto Kempes                | Buenos AiresCórdobaJujuyLa PlataMendozaSaltaSanta FeSan Juan | Estadio Padre Ernesto Martearena           |
| Capacitate: 55.144                          | Buenos AiresCórdobaJujuyLa PlataMendozaSaltaSanta FeSan Juan | Capacitate: 20.408                         |
|                                             | Buenos AiresCórdobaJujuyLa PlataMendozaSaltaSanta FeSan Juan |                                            |
| Jujuy                                       | Buenos AiresCórdobaJujuyLa PlataMendozaSaltaSanta FeSan Juan | San Juan                                   |
| Estadio 23 de Agosto                        | Buenos AiresCórdobaJujuyLa PlataMendozaSaltaSanta FeSan Juan | Estadio del Bicentenario                   |
| Capacitate: 23.000                          | Buenos AiresCórdobaJujuyLa PlataMendozaSaltaSanta FeSan Juan | Capacitate: 25.000                         |
|                                             | Buenos AiresCórdobaJujuyLa PlataMendozaSaltaSanta FeSan Juan |                                            |
| La Plata                                    | Buenos AiresCórdobaJujuyLa PlataMendozaSaltaSanta FeSan Juan | Santa Fe                                   |
| Estadio Ciudad de La Plata                  | Buenos AiresCórdobaJujuyLa PlataMendozaSaltaSanta FeSan Juan | Estadio Brigadier General Estanislao López |
| Capacitate: 36.000                          | Buenos AiresCórdobaJujuyLa PlataMendozaSaltaSanta FeSan Juan | Capacitate: 47.000                         |
|                                             | Buenos AiresCórdobaJujuyLa PlataMendozaSaltaSanta FeSan Juan |                                            |

## Faza grupelor
Toate orele sunt UTC−3.

### Grupa A
| Echipa     | MJ | V | E | Î | GM | GP | G  | Pct |
| ---------- | -- | - | - | - | -- | -- | -- | --- |
| Columbia   | 3  | 2 | 1 | 0 | 3  | 0  | +3 | 7   |
| Argentina  | 3  | 1 | 2 | 0 | 4  | 1  | +3 | 5   |
| Costa Rica | 3  | 1 | 0 | 2 | 2  | 4  | −2 | 3   |
| Bolivia    | 3  | 0 | 1 | 2 | 1  | 5  | −4 | 1   |

| Argentina  | 1 – 1   | Bolivia   |
| ---------- | ------- | --------- |
| Agüero 76' | Cronica | Rojas 48' |

| Columbia     | 1 – 0   | Costa Rica |
| ------------ | ------- | ---------- |
| A. Ramos 44' | Cronica |            |

| Argentina | 0 – 0   | Columbia |
| --------- | ------- | -------- |
|           | Cronica |          |

| Bolivia | 0 – 2   | Costa Rica                |
| ------- | ------- | ------------------------- |
|         | Cronica | Martínez 59' Campbell 78' |

| Columbia               | 2 – 0   | Bolivia |
| ---------------------- | ------- | ------- |
| Falcao 14', 28' (pen.) | Cronica |         |

| Argentina                      | 3 – 0   | Costa Rica |
| ------------------------------ | ------- | ---------- |
| Agüero 45+1', 52' di María 63' | Cronica |            |

### Grupa B
| Echipa    | MJ | V | E | Î | GM | GP | G  | Pct |
| --------- | -- | - | - | - | -- | -- | -- | --- |
| Brazilia  | 3  | 1 | 2 | 0 | 6  | 4  | +2 | 5   |
| Venezuela | 3  | 1 | 2 | 0 | 4  | 3  | +1 | 5   |
| Paraguay  | 3  | 0 | 3 | 0 | 5  | 5  | 0  | 3   |
| Ecuador   | 3  | 0 | 1 | 2 | 2  | 5  | –3 | 1   |

| Brazilia | 0 – 0   | Venezuela |
| -------- | ------- | --------- |
|          | Cronica |           |

| Paraguay | 0 – 0   | Ecuador |
| -------- | ------- | ------- |
|          | Cronica |         |

| Brazilia            | 2 – 2   | Paraguay                        |
| ------------------- | ------- | ------------------------------- |
| Jádson 38' Fred 89' | Cronica | Santa Cruz 54' Haedo Valdez 66' |

| Venezuela       | 1 – 0   | Ecuador |
| --------------- | ------- | ------- |
| C. González 61' | Cronica |         |

| Paraguay                            | 3 – 3   | Venezuela                        |
| ----------------------------------- | ------- | -------------------------------- |
| Alcaraz 33' Barrios 62' Riveros 85' | Cronica | Rondón 5' Fedor 89' Perozo 90+2' |

| Brazilia                                | 4 – 2   | Ecuador          |
| --------------------------------------- | ------- | ---------------- |
| Alexandre Pato 28', 61' Neymar 48', 71' | Cronica | Caicedo 36', 58' |

### Grupa C
| Echipa  | MJ | V | E | Î | GM | GP | G  | Pct |
| ------- | -- | - | - | - | -- | -- | -- | --- |
| Chile   | 3  | 2 | 1 | 0 | 4  | 2  | +2 | 7   |
| Uruguay | 3  | 1 | 2 | 0 | 3  | 2  | +1 | 5   |
| Peru    | 3  | 1 | 1 | 1 | 2  | 2  | 0  | 4   |
| Mexic   | 3  | 0 | 0 | 3 | 1  | 4  | −3 | 0   |

| Uruguay    | 1 – 1   | Peru         |
| ---------- | ------- | ------------ |
| Suárez 45' | Cronica | Guerrero 23' |

| Chile                 | 2 – 1   | Mexic      |
| --------------------- | ------- | ---------- |
| Paredes 66' Vidal 72' | Cronica | Araujo 40' |

| Uruguay        | 1 – 1   | Chile       |
| -------------- | ------- | ----------- |
| A. Pereira 53' | Cronica | Sánchez 64' |

| Peru         | 1 – 0   | Mexic |
| ------------ | ------- | ----- |
| Guerrero 82' | Cronica |       |

| Chile                 | 1 – 0   | Peru |
| --------------------- | ------- | ---- |
| Carrillo 90+2' (o.g.) | Cronica |      |

| Uruguay        | 1 – 0   | Mexic |
| -------------- | ------- | ----- |
| A. Pereira 14' | Cronica |       |

### Clasamentul echipelor de pe locul trei
La finalul fazei grupelor, cele mai bine clasate două echipe de pe locul trei avansează în sferturile de finală.
| Grp | Echipa     | MJ | V | E | Î | GM | GP | G  | Pct |
| --- | ---------- | -- | - | - | - | -- | -- | -- | --- |
| C   | Peru       | 3  | 1 | 1 | 1 | 2  | 2  | 0  | 4   |
| B   | Paraguay   | 3  | 0 | 3 | 0 | 5  | 5  | 0  | 3   |
| A   | Costa Rica | 3  | 1 | 0 | 2 | 2  | 4  | −2 | 3   |

## Faza eliminatorie
Spre deosebire de turneele din trecut, 30 de minute de prelungiri se vor juca dacă scorul este egal la finalul timpului normal de joc (la turneele anterioare se trecea direct la penaltiuri).
|  | Sferturile de finală | Sferturile de finală |                         |           | Semifinale  | Semifinale  |  |  | Finala              | Finala |
|  |                      |                      |                         |           |             |             |  |  |                     |        |
|  | 16 iulie - Córdoba   |                      |                         |           |             |             |  |  |                     |        |
|  |                      |                      |                         |           |             |             |  |  |                     |        |
|  | Columbia             | 0                    |                         |           |             |             |  |  |                     |        |
|  | Columbia             | 0                    | 19 iulie - La Plata     |           |             |             |  |  |                     |        |
|  | Peru (a.e.t.)        | 2                    |                         |           |             |             |  |  |                     |        |
|  | Peru (a.e.t.)        | 2                    | Peru                    | 0         |             |             |  |  |                     |        |
|  | 16 iulie - Santa Fe  |                      | Peru                    | 0         |             |             |  |  |                     |        |
|  |                      | Uruguay              | 2                       |           |             |             |  |  |                     |        |
|  | Argentina            | Uruguay              | 2                       | 1 (4)     |             |             |  |  |                     |        |
|  | Argentina            |                      | 24 iulie - Buenos Aires | 1 (4)     |             |             |  |  |                     |        |
|  | Uruguay (pen.)       | 1 (5)                |                         |           |             |             |  |  |                     |        |
|  | Uruguay (pen.)       | 1 (5)                | Uruguay                 | 3         |             |             |  |  |                     |        |
|  | 17 iulie - La Plata  |                      | Uruguay                 | 3         |             |             |  |  |                     |        |
|  |                      | Paraguay             | 0                       |           |             |             |  |  |                     |        |
|  | Brazilia             | Paraguay             | 0                       | 0 (0)     |             |             |  |  |                     |        |
|  | Brazilia             | 20 iulie - Mendoza   |                         | 0 (0)     |             |             |  |  |                     |        |
|  | Paraguay (pen.)      | 0 (2)                |                         |           |             |             |  |  |                     |        |
|  | Paraguay (pen.)      | 0 (2)                | Paraguay(pen.)          | 0(5)      | Finala mică | Finala mică |  |  |                     |        |
|  | 17 iulie - San Juan  |                      | Paraguay(pen.)          | 0(5)      | Finala mică | Finala mică |  |  |                     |        |
|  |                      | Venezuela            | 0(3)                    |           |             |             |  |  |                     |        |
|  | Chile                | Venezuela            | 0(3)                    | 1         | Peru        | 4           |  |  |                     |        |
|  | Chile                |                      |                         | 1         | Peru        | 4           |  |  |                     |        |
|  | Venezuela            | 2                    |                         | Venezuela | 1           |             |  |  |                     |        |
|  | Venezuela            | 2                    |                         |           | 1           |             |  |  |                     |        |
|  |                      |                      |                         |           |             |             |  |  | 23 iulie - La Plata |        |
|  |                      |                      |                         |           |             |             |  |  |                     |        |

### Sferturile de finală
| Columbia | 0 - 2 (d.p.) | Peru                     |
| -------- | ------------ | ------------------------ |
|          | Cronica      | Lobatón 101' Vargas 111' |

| Argentina                                    | 1 - 1 (d.p.) | Uruguay                                      |
| -------------------------------------------- | ------------ | -------------------------------------------- |
| Higuaín 17'                                  | Cronica      | Pérez 5'                                     |
| Messi · Burdisso · Tévez · Pastore · Higuaín | 4 – 5        | Forlán · Suárez · Scotti · Gargano · Cáceres |

| Brazilia                                   | 0 - 0 (d.p.) | Paraguay                         |
| ------------------------------------------ | ------------ | -------------------------------- |
|                                            | Cronica      |                                  |
| Elano · Thiago Silva · André Santos · Fred | 0 - 2        | Barreto · Estigarribia · Riveros |

| Chile     | 1 - 2   | Venezuela                   |
| --------- | ------- | --------------------------- |
| Suazo 69' | Cronica | Vizcarrondo 34' Cichero 80' |

### Semifinale
| Peru | 0 – 2   | Uruguay         |
| ---- | ------- | --------------- |
|      | Cronica | Suárez 52', 57' |

| Paraguay                                          | 0 – 0 (d.p.) | Venezuela                          |
| ------------------------------------------------- | ------------ | ---------------------------------- |
|                                                   | Cronica      |                                    |
| Ortigoza · Barrios · Riveros · Martínez · Verón · | 5 – 3        | Maldonado · Rey · Lucena · Fedor · |

### Finala mică
| Peru                                  | 4 - 1   | Venezuela  |
| ------------------------------------- | ------- | ---------- |
| Chiroque 41' Guerrero 63', 89', 90+2' | Cronica | Arango 77' |

### Finala
| Uruguay                    | 3 - 0   | Paraguay |
| -------------------------- | ------- | -------- |
| Suárez 11' Forlán 41', 89' | Cronica |          |

## Statistici

### Marcatori
5 goluri
- Paolo Guerrero

4 goluri
- Luis Suárez

3 goluri
- Sergio Agüero

2 goluri
| - Neymar - Alexandre Pato | - Radamel Falcao - Felipe Caicedo | - Diego Forlán - Álvaro Pereira |

1 gol
| - Ángel di María - Gonzalo Higuaín - Edivaldo Rojas - Fred - Jádson - Esteban Paredes - Alexis Sánchez - Humberto Suazo - Arturo Vidal - Adrián Ramos | - Joel Campbell - Josué Martínez - Néstor Araujo - Antolín Alcaraz - Lucas Barrios - Nelson Haedo Valdez - Christian Riveros - Roque Santa Cruz - William Chiroque - Carlos Lobatón | - Juan Manuel Vargas - Diego Pérez - Juan Arango - Gabriel Cichero - Nicolás Fedor - César González - Grenddy Perozo - Salomón Rondón - Oswaldo Vizcarrondo |

Autogoluri
- André Carrillo (pentru Chile)

### Premii
- Cel mai bun jucător:  Luis Suárez
- Gheata de Aur:  Paolo Guerrero
- Cel mai bun tânăr jucător:  Sebastián Coates
- Cel mai bun portar:  Justo Villar
- Trofeul Fair Play:  Uruguay

### Clasamentul final
| Poz                               | Echipa     | Meciuri jucate | V | E | Î | GM | GP | DG | Pct | Efi   |
| --------------------------------- | ---------- | -------------- | - | - | - | -- | -- | -- | --- | ----- |
| 1                                 | Uruguay    | 6              | 3 | 3 | 0 | 9  | 3  | +6 | 12  | 66.7% |
| 2                                 | Paraguay   | 6              | 0 | 5 | 1 | 5  | 8  | −3 | 5   | 27.8% |
| 3                                 | Peru       | 6              | 3 | 1 | 2 | 8  | 5  | +3 | 10  | 55.6% |
| 4                                 | Venezuela  | 6              | 2 | 3 | 1 | 7  | 8  | −1 | 9   | 50.0% |
| Eliminate în sferturile de finală |            |                |   |   |   |    |    |    |     |       |
| 5                                 | Chile      | 4              | 2 | 1 | 1 | 5  | 4  | +1 | 7   | 58.3% |
| 6                                 | Columbia   | 4              | 2 | 1 | 1 | 3  | 2  | +1 | 7   | 58.3% |
| 7                                 | Argentina  | 4              | 1 | 3 | 0 | 5  | 2  | +3 | 6   | 50.0% |
| 8                                 | Brazilia   | 4              | 1 | 3 | 0 | 6  | 4  | +2 | 6   | 50.0% |
| Eliminate în faza grupelor        |            |                |   |   |   |    |    |    |     |       |
| 9                                 | Costa Rica | 3              | 1 | 0 | 2 | 2  | 4  | −2 | 3   | 33.3% |
| 10                                | Ecuador    | 3              | 0 | 1 | 2 | 2  | 5  | −3 | 1   | 11.1% |
| 11                                | Bolivia    | 3              | 0 | 1 | 2 | 1  | 5  | −4 | 1   | 11.1% |
| 12                                | Mexic      | 3              | 0 | 0 | 3 | 1  | 4  | −3 | 0   | 0.0%  |